# Влагалище
Влагалището, познато още като вагина (на латински: vag̀ina, c̀olpos), представлява куха мускулеста тръба, която свързва матката с външните полови органи, осигурява евакуацията на менструалната кръв и подсигурява депонирането на семенната течност след полов акт. Също така то е част от меките родови пътища, през които минава новороденото при раждане.

## Разположение и форма
У полово зрялата жена влагалището има дължина 8 – 12 cm, но стените му са добре разтегливи както на дължина, така и на ширина. При покой то е сплеснато в предно-задна посока.
Топографски влагалището лежи в срединната равнина. То е наклонено назад и сключва с хоризонталната равнина ъгъл от около 65 – 75°, отворен назад. Влагалището се придържа чрез съседни анатомични структури: маточна шийка отгоре, междинница отдолу, пикочен мехур отпред и право черво отзад.

## Анатомично устройство
В покой просветът на влагалището има форма на цепка, вследствие на което се различават две стени: предна (на латински: paries anterior) и задна (на латински: paries posterior). Двете стени са долепени една до друга и встрани образуват два улея, така на напречен срез цепката на влагалището има формата на буквата Н. Плътният допир на стените една до друга има голямо хигиенно значение – то предпазва влагалището от външно замърсяване.
В горната си част влагалището обхваща порциото на маточната шийка (на латински: portio vaginalis colli uteri) и в тази област между него и маточната шийка се загражда влагалищният свод (на латински: fornix vaginae) с четири стени – предна, задна и две странични. Задната част на свода е по-дълбока и стои по-високо, тъй като задната стена на влагалището се залавя по-високо за маточната шийка в тази област. При еякулация семенната течност на мъжа се събира именно в задната част на влагалищния свод. Външният отвор на маточната шийка е наклонен към задната част на влагалищния свод, което предоставя благоприятни условия за проникването на семенната течност в матката.
Погледнато от коремната кухина, само най-горната част на задната стена на влагалището е покрита с коремница.
Долната част на влагалището се стеснява и се отваря към външните полови органи чрез малък отвор (на латински: ostium vaginae). При девствени жени той е частично закрит от гънка на лигавицата, наречена девствена ципа, химен (на латински: hymen). Хименът има различна форма, най-често полулунна, но също така ануларна, решетъчна и т.н.

## Хистологичен строеж
Стената на влагалището е изградена от три слоя: лигавица, мускулатура и сероза (адвентиция).

### Лигавица
Лигавицата (на латински: tunica mucosa) е неравна и образува множество гънки (на латински: rugae vaginales), по-изразени в долната част на влагалището. Тя е покрита с многослоен плосък невроговяващ епител с дебелина 150 – 200 μm, богат на гликоген. Клетките на влагалищната лигавица са няколко вида (базални, парабазални, дълбоки интермедиерни, повърхностни интермедиерни и повърхностни) и търпят циклични промени по време на менструалния цикъл. Естрогенните полови хормони осъществяват узряването на клетките от влагалищния епител и това дава основание да се прецени нивото на съответните хормони чрез вагинални цитонамазки. При високи нива на естрогени преобладават ацидофилните клетки на епитела, които се разполагат повърхностно.
В лигавицата на влагалището липсват жлези. Влажността се поддържа чрез трансудация на течност през кръвоносни съдове в стената му, както и чрез малко слуз, отделена от жлезисти клетки в лигавицата.
Влагалищната течност има кисела реакция (pH ~4.5), която се обуславя от млечнокиселите бактерии на Döderlein, разграждащи гликоген до млечна киселина. За натрупването на големи количества гликоген значение имат естрогенните хормони.
Под лигавицата е обособена собствената лигавична пластинка (на латински: lamina propria mucosae), която е изградена от хлабава съединителна тъкан и еластични влакна, сред които се разпределят множество лимфни фоликули.

### Мускулатура
Мускулатурата на влагалището е двуслойна: външнен надлъжен слой (на латински: stratum longitudinale) и вътрешен напречен слой (на латински: stratum circulare s. fasciculi circulares), който е по-слабо развит. Снопчетата на двата слоя преминават едни в други, при което на места се оформя кос мускулен слой.
Влагалищната мускулатура е гладка и неволева, но в долната част на влагалището се присъединяват напречнонабраздени влакна волева мускулатура от пикочно-половата диафрагма (на латински: diaphragma urogenitale) и тазовото дъно. Благодарение на това долната част на влагалището може да се свива волево.

### Адвентиция
Адвентицията (на латински: tunica spongiosa – серозната обвивка) е най-външният слой на влагалището. Изградена е от плътна съединителна тъкан и съдържа кръвоносни съдове, лимфни съдове и нерви. С коремница е покрита само горната четвърт на задната стена на влагалището.